# Pamiat Lénina
Pamiat Lénina (del ruso: Память Ленина) es un jútor del raión de Výselki del krai de Krasnodar, en Rusia. Está situado frente a Beisuzhok, en la orilla izquierda del Beisuzhok Derecho, 35 km al norte de Výselki y 101 km al nordeste de Krasnodar, la capital del krai. Tenía 300 habitantes en 2010
Pertenece al municipio Irklíevskoye.